# Konfrontacja Sztuk Walki
Konfrontacja Sztuk Walki (KSW) er et polsk MMA-selskab, grundlagt i 2004. Hovedkvarteret er i Warsawa, Polens hovedstad. KSW er kendt for at benytte sig af et modificeret regelsæt, der tillader flere metoder end de traditionelle MMA-regler. Til dato har KSW har afholdt over 100 stævner.

## Nuværende KSW-mestre
KSW består af en mandedivision med i alt syv vægtklasser fra bantamvægt til sværvægt, samt en kvindedivision, som er sammensat af to vægtklasser fra stråvægt til fluevægt. Kamphistorik er formateret som 'Sejr-Tab-Uafgjort, No Contest'. De følgende lister er sidst opdateret d. 14. august 2025, efter KSW 109.

### Herrer
| Vægtklasse  | Øvre grænse       | Mester             | Kamphistorik | Siden                       | Titelforsvar |
| ----------- | ----------------- | ------------------ | ------------ | --------------------------- | ------------ |
| Sværvægt    | 120,2 kg (265 lb) | Phil De Fries      | 27-6-0, 1 NC | 14. april 2018 (KSW 43)     | 12           |
| Letsværvægt | 93,0 kg (205 lb)  | Rafał Haratyk      | 20-5-2       | 24. februar 2024 (KSW Epic) | 1            |
| Mellemvægt  | 83,9 kg (185 lb)  | Paweł Pawlak       | 24-4-1       | 3. juni 2023 (KSW 83)       | 2            |
| Mellemvægt  | 83,9 kg (185 lb)  | Piotr Kuberski     | 17-1-0       | 8. marts 2025 (KSW 104)     | 1            |
| Weltervægt  | 77,1 kg (170 lb)  | Adrian Bartosiński | 16-1-0       | 22. april 2023 (KSW 81)     | 3            |
| Letvægt     | 70,3 kg (155 lb)  | Salahdine Parnasse | 21-2-0       | 3. juni 2023 (KSW 83)       | 2            |
| Fjervægt    | 65,8 kg (145 lb)  | Salahdine Parnasse | 21-2-0       | 18. december 2021 (KSW 65)  | 2            |
| Bantamvægt  | 61,2 kg (135 lb)  | Sebastian Przybysz | 14-4-1       | 25. januar 2025 (KSW 102)   | 1            |

### Kvinder
| Vægtklasse | Øvre grænse      | Mester | Kamphistorik | Siden | Titelforsvar |
| ---------- | ---------------- | ------ | ------------ | ----- | ------------ |
| Fluevægt   | 56,7 kg (125 lb) | Ingen  | —            | —     | —            |
| Stråvægt   | 52,2 kg (115 lb) | Ingen  | —            | —     | —            |

## UFC-mestre med KSW-historik
Den følgende liste er af alle historiens UFC-mestre, der også har kæmpet for KSW. Kamphistorik er formateret som 'Sejr-Tab-Uafgjort, No Contest'. Listen er sidst opdateret d. 15. februar 2025.
|  | Nuværende mester i UFC |

| Nr. | Kæmper            | UFC-vægtklasse | UFC-titelsejre | KSW-historik |
| --- | ----------------- | -------------- | -------------- | ------------ |
| 1   | Jan Błachowicz    | Letsværvægt    | 2              | 16-2-0       |
| 2   | Dricus du Plessis | Mellemvægt     | 3              | 2-1-0        |

- Note 1: UFC-vægtklasse ræpresenterer kun den vægtklasse kæmperen var mester i.
- Note 2: UFC-titelsejre i parentes inkluderer midlertidige titler.